# Христианский совет Лесото
Христианский совет Лесото (англ. Christian Council of Lesotho) — экуменическая христианская организация в Лесото.

## История
Совет был основан 7 августа 1965 года. Совет — это общенациональное христианское братство, продвигающее свидетельствование о христианской вере. Совет так же занимается правами человека, гражданском образованием, наблюдением за выборами, участвует в разрешении локальных конфликтов. Совет является членом Всемирного совета церквей и Содружества христианских советов Южной Африки.

## Структура
Совет управляется исполнительным комитетом с избранным председателем. Исполнительный комитет подотчётный Годовой общей конференции. Главы церквей-членов являются управляющими совета. Членами совета являются следующие церкви: Англиканская церковь, Ассамблеи Бога, Африканская методистская церковь, Методистская церковь Южной Африки, Евангелическая церковь Лесото и Римско-католическая церковь. YMCA является ассоциированным членом.
Совет организован в восемь региональных комитетов: Мокхотлонг, Бута-Буте, Лерибе, Мафетенг, Моалес-Хоек, Кутинг, Кача-Нек и Таба-Цека.

## Внешние ссылки
- Официальный сайт
- Христианский совет Лесото в списке Всемирного совета церквей